# Pilibhit
Pilibhit es una ciudad y municipio situada en el distrito de Pilibhit en el estado de Uttar Pradesh (India). Su población es de 127988 habitantes (2011). El área metropolitana cuenta con 156263 habitantes (2011).

## Demografía
Según el censo de 2011 la población de Bisalpur era de 127988 habitantes, de los cuales 67614 eran hombres y 60374 eran mujeres. Pilibhit tiene una tasa media de alfabetización del 72,73%, superior a la media estatal del 67,68%: la alfabetización masculina es del 76,72%, y la alfabetización femenina del 68,25%.